# Železniční trať Čejč – Uhřice u Kyjova – Ždánice
Železniční trať Čejč – Uhřice u Kyjova – Ždánice, v jízdním řádu pro cestující naposledy označená číslem 256, o délce 25,3 km mezi obcemi Čejč a Ždánice se začala stavět roku 1906, od roku 1908 sloužila nákladní dopravě a o rok později i osobní, odbočovala v Čejči od regionální tratě Hodonín–Zaječí a končila ve Ždánicích. Hlavním důvodem pro stavbu byla přeprava řepy cukrovky, osobní doprava byla až druhořadá, zastávky i stanice proto často vznikaly ve značné vzdálenosti od obcí, což se stalo trati osudné.
V sedmdesátých letech trať postihly sesuvy půdy, avšak byla opravena. Osobní doprava postupně skomírala, až byla roku 1998 zastavena. Nákladní doprava do Ždánic pokračovala do roku 2003, kdy byla ukončena přepravní smlouva zdejší šroubárně. K 25. říjnu 2006 byl koncový úsek Uhřice u Kyjova – Ždánice úředně zrušen. Z Uhřic probíhala vozba ropy z nedalekých ložisek, ale po napojení ložisek na ropovod Družba zůstává zbytek trati bez užitku.

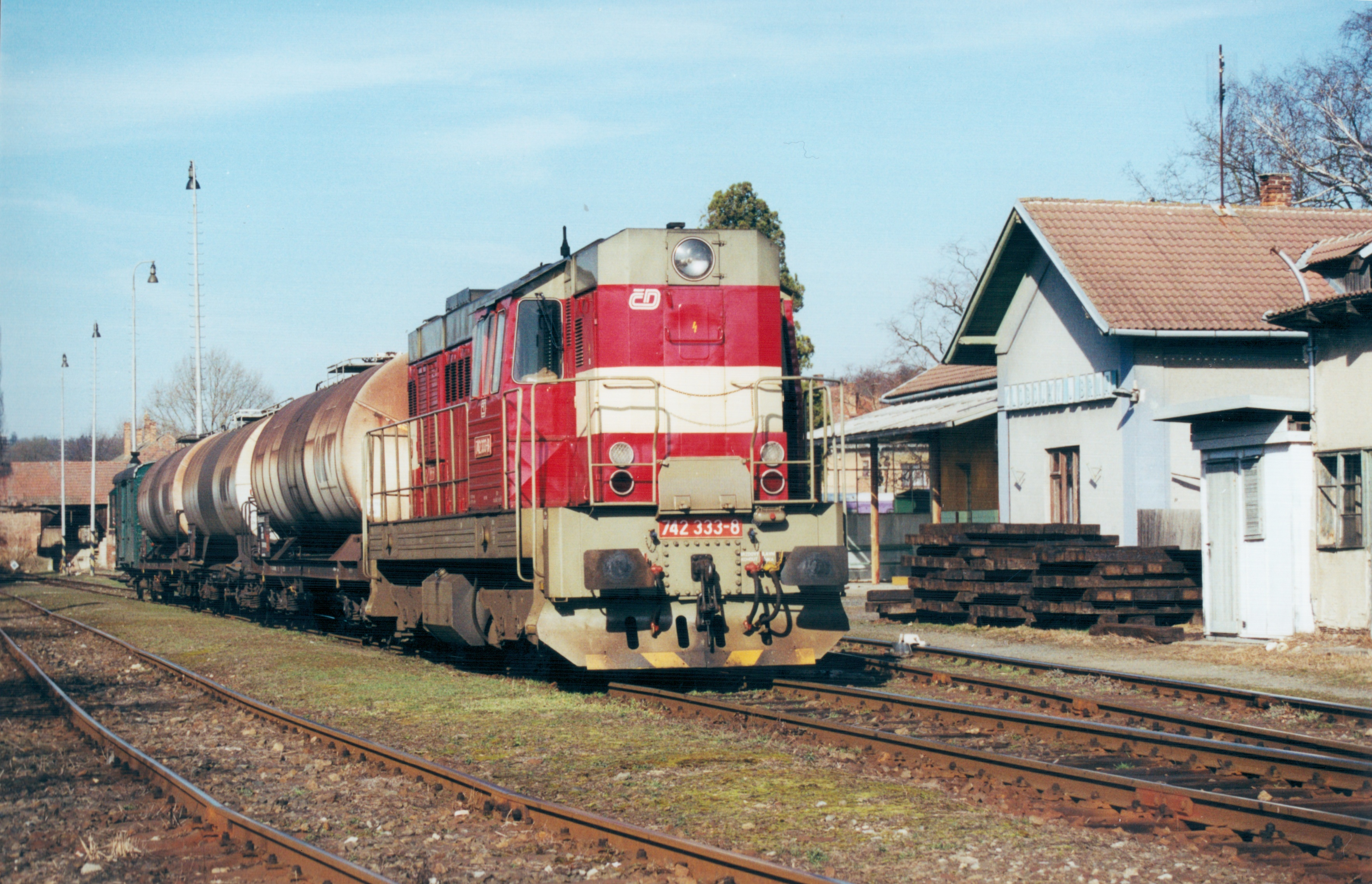
Nákladní vlak s ropou z Uhřic u Kyjova v dopravně Klobouky u Brna

V červenci 2008 rozhodl Drážní úřad na popud SŽDC o fyzické likvidaci úseku Uhřice–Ždánice, k čemuž došlo v červnu 2010. Zbytek trati do stanice Uhřice by měl být převeden mezi vlečky.
SŽDC v roce 2010 požádala o zrušení trati. 16. prosince 2010 však požádala o přerušení řízení, protože MND a. s. vyjádřila zájem využívat trať k přepravě ropy v cisternových vozech. Ministerstvo dopravy 29. prosince 2010 přerušilo řízení na 90 dní. Ke konci roku 2011 podala obec Terezín u Čejče žádost o převod vlastnictví dráhy. Dne 13. 6. 2012 přijala vláda ČR usnesení, jímž schválila materiál Pravidla převodu regionálních drah na nové nabyvatele, na základě čehož SŽDC, s.o. jakožto navrhovatel správní řízení o zrušení dráhy regionální přerušil (23. 7. 2012) a posléze vzal zpět (15. 9. 2012).
V listopadu 2014 byla trať Čejč – Uhřice u Kyjova (15,470 km, nabídková cena v prvním kole 46 185 280 Kč) jednou z pěti tratí, které stát nabídl k prodeji. Trať byla nakonec prodána až v roce 2019, ve třetím kole za 2,8 milionu korun společnosti TMŽ. Ta plánuje na trati zřídit zábavní park s hotelem z železničních vozů a ve spolupráci s Klubem přátel kolejových vozidel Brno (KPKV) provozovat historické vlaky, přičemž provozovatelem dráhy má být společnost Railway Capital. Na její žádost byla trať přeměněna z dráhy regionální na dráhu místní, která podléhá mírnějším předpisům. Nemusí se tak například zavádět systém GSM-R, či při rekonstrukcích budovat vysoká nástupiště.

## Popis tratě
Na trati se nacházely nebo nacházejí tyto zastávky a stanice:
- Čejč – stanice společná s tratí 255 Zaječí – Hodonín
- Terezín u Čejče – zastávka na okraji stejnojmenné obce – budova stržena
- Krumvíř – obývané nádraží s nákladištěm na okraji stejnojmenné obce, zastávka ve velmi zachovalém stavu
- Klobouky u Brna – dopravna, dále do Ždánic se pokračuje úvratí.
- Bohumilice na Moravě – zastávka asi 2 km od obce zrušená v 70. nebo 80. letech 20. století
- Dambořice – zastávka asi 2,5 km od stejnojmenné obce, původní přístřešek byl zničen po ukončení osobní dopravy
- Uhřice u Kyjova – dopravna asi 4 km od obce, blíže jsou jí však obce Násedlovice a Žarošice
- Želetice – zastávka s nákladištěm na okraji stejnojmenné obce, osud budovy je nejistý
- Dražůvky – zastávka na okraji stejnojmenné obce, bouda zdejší zastávky zlikvidována
- Věteřov – zastávka asi 2 km od obce zrušená v 70. nebo 80. letech 20. století
- Ždánice – koncová dopravna asi 1 km od obce, z níž pokračuje vlečka do šroubárny. Staniční budova byla stržena. Vlečka do šroubárny již vytrhána.

## Fotogalerie

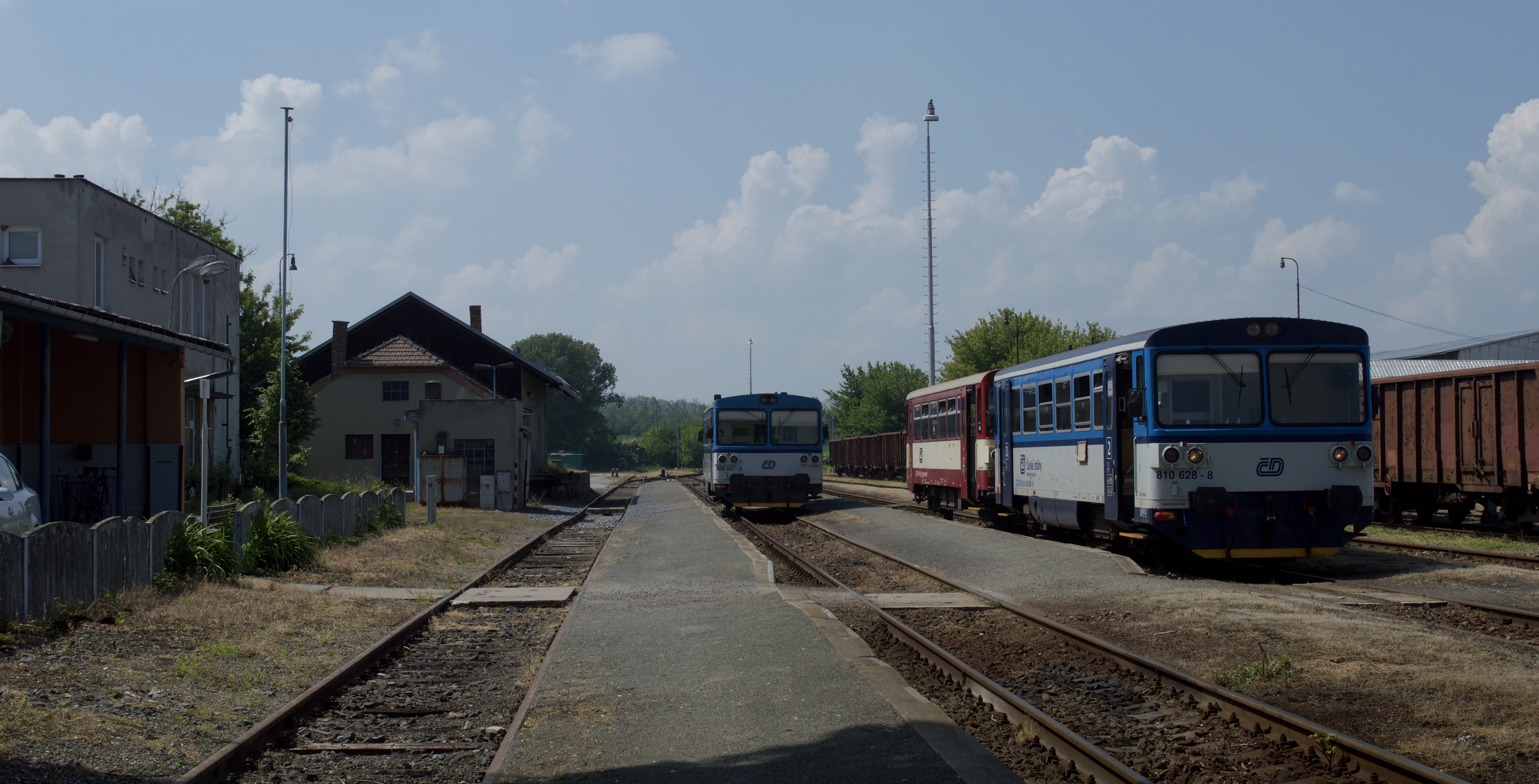
Čejč
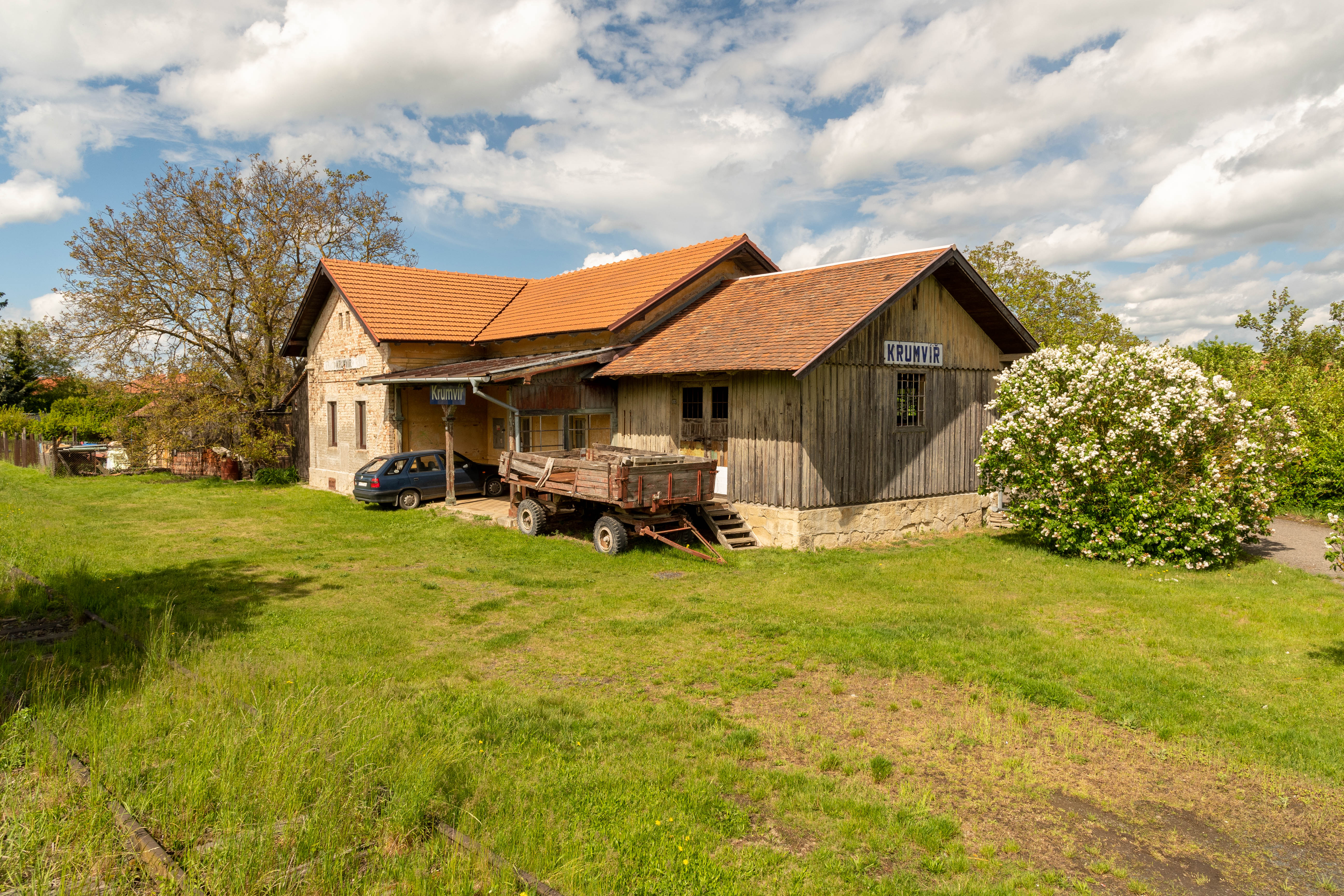
Zachovalé nákladiště se zastávkou Krumvíř (2021)
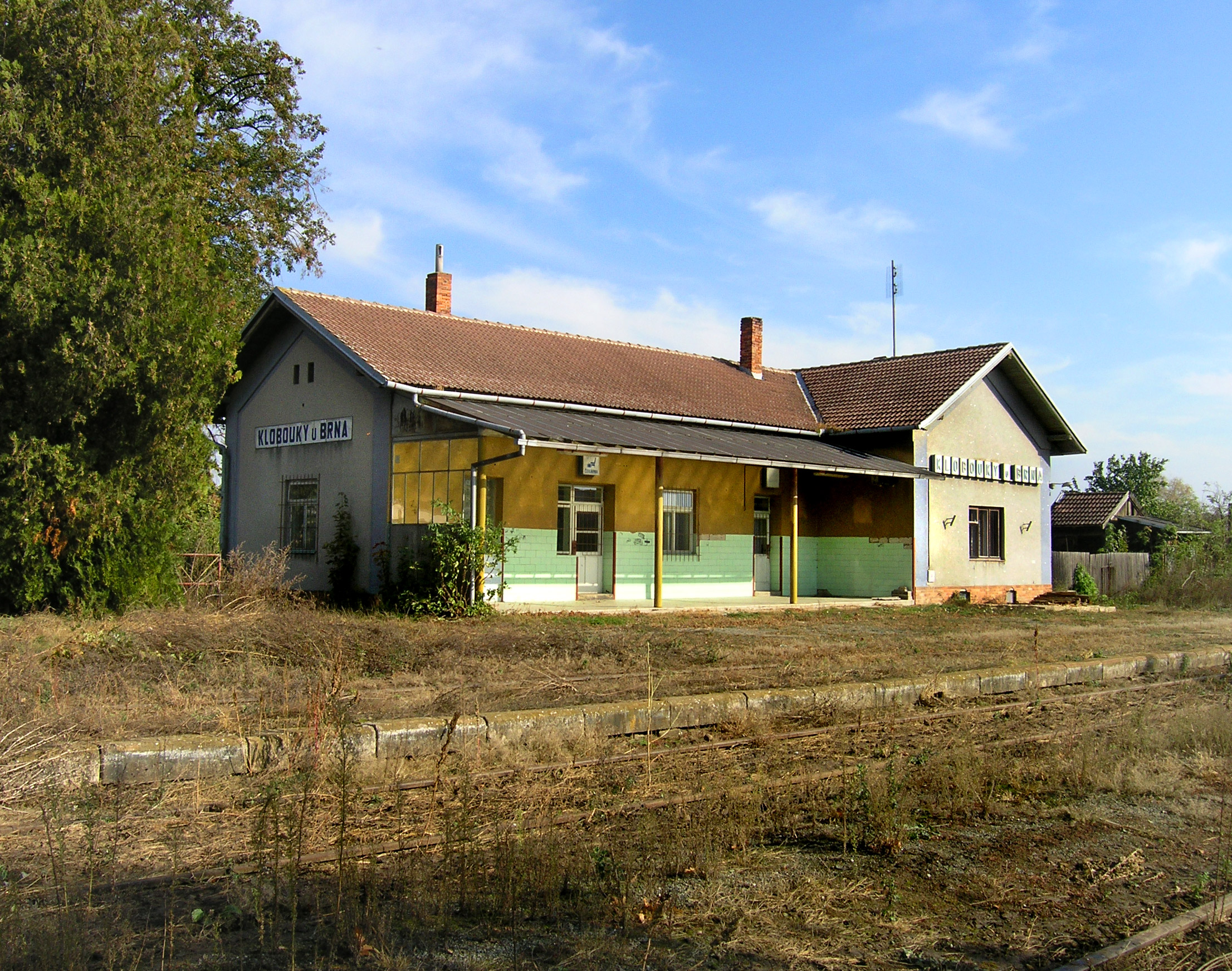
Klobouky u Brna
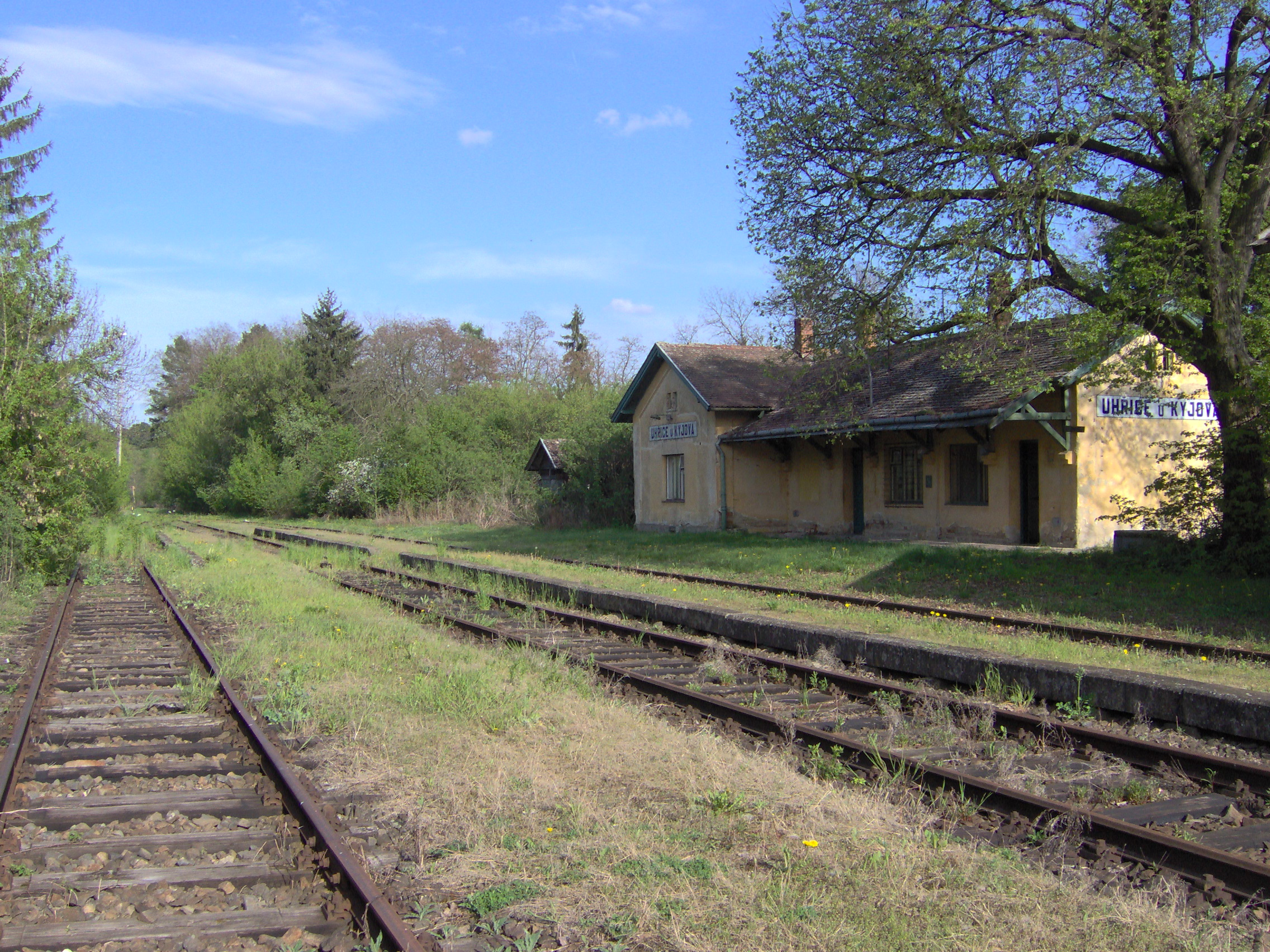
Uhřice u Kyjova
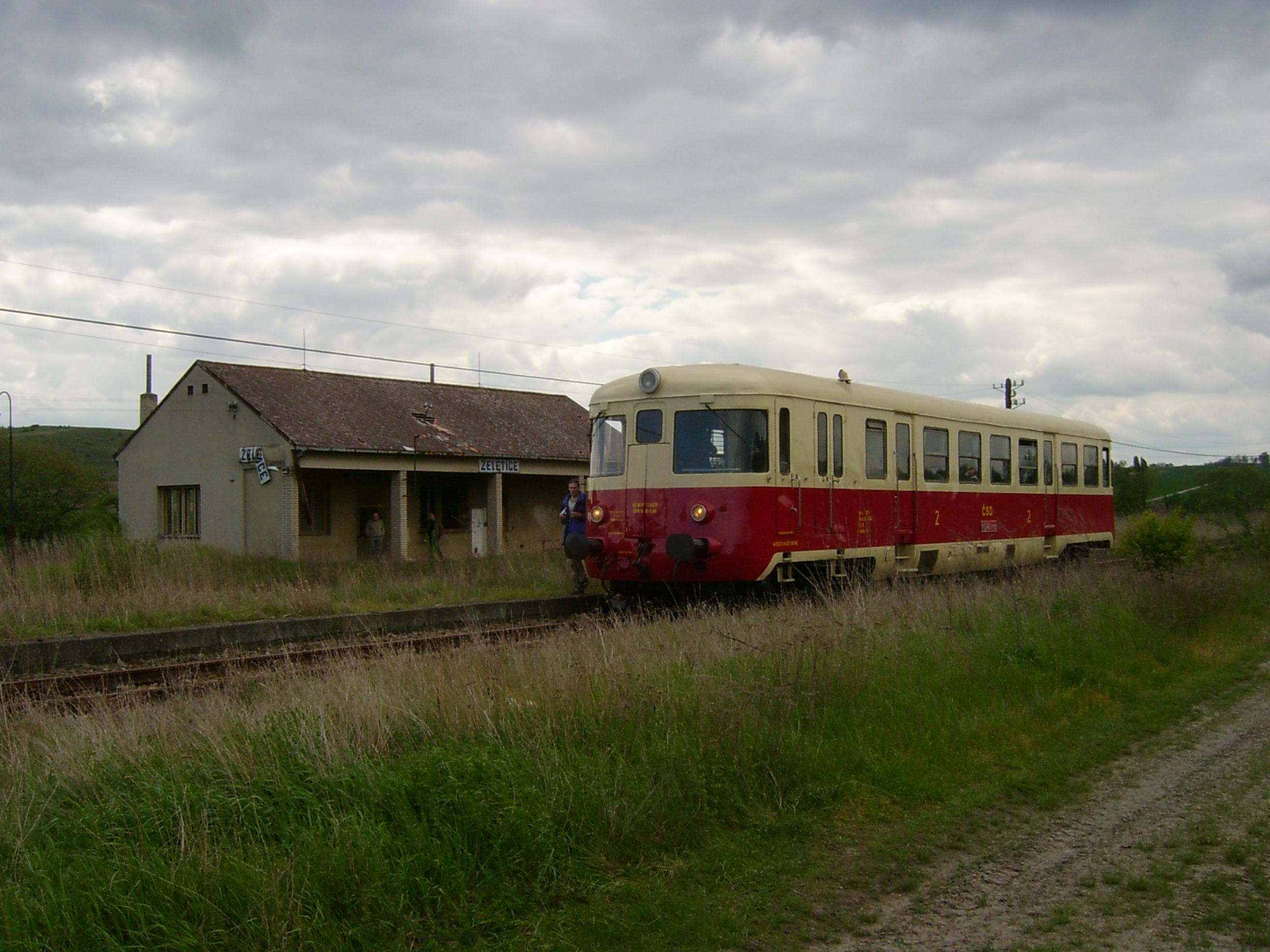
Historický motorový vůz M 240.0113 v zastávce Želetice (2005)
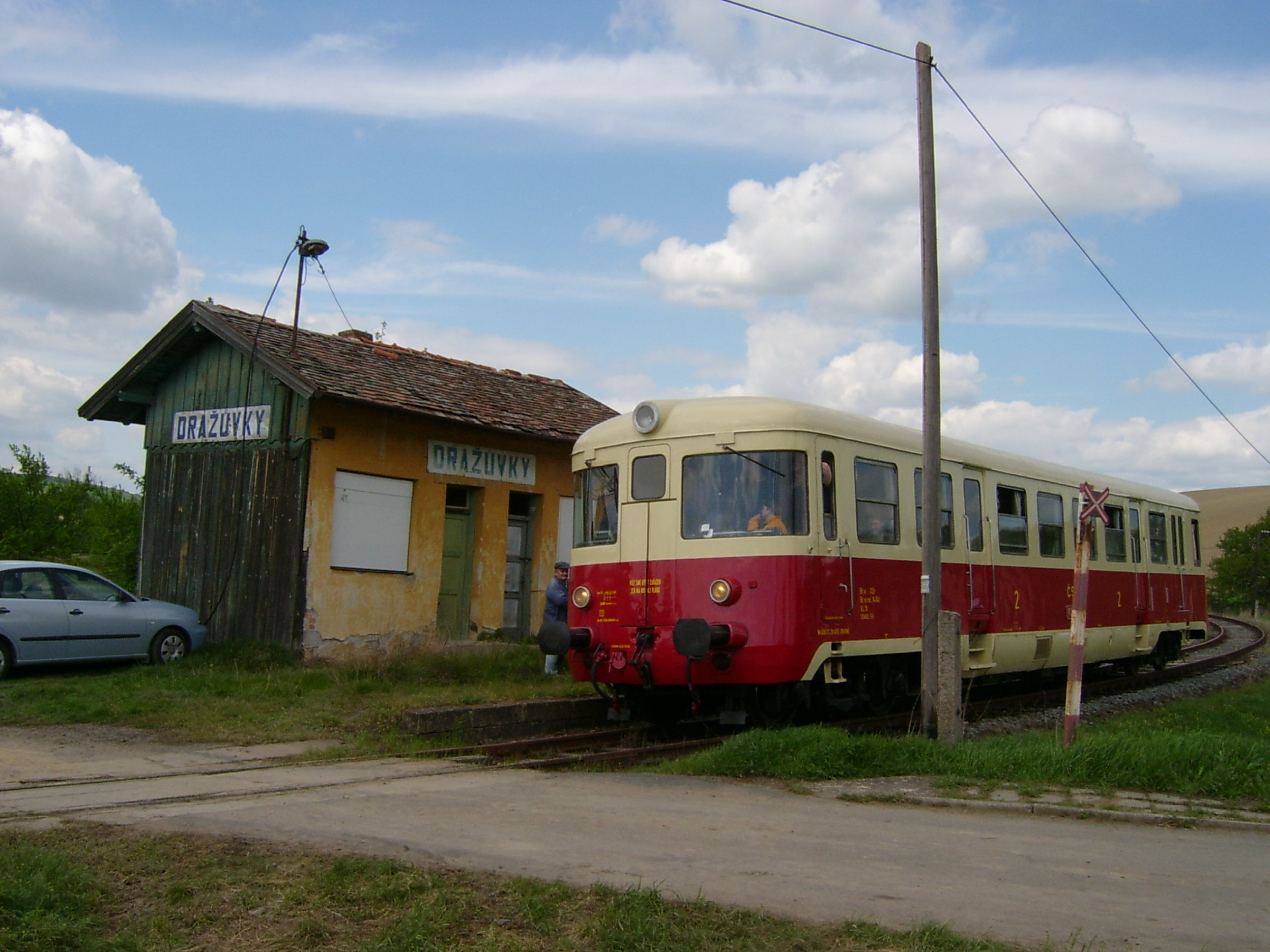
Dražůvky (zrušeno)
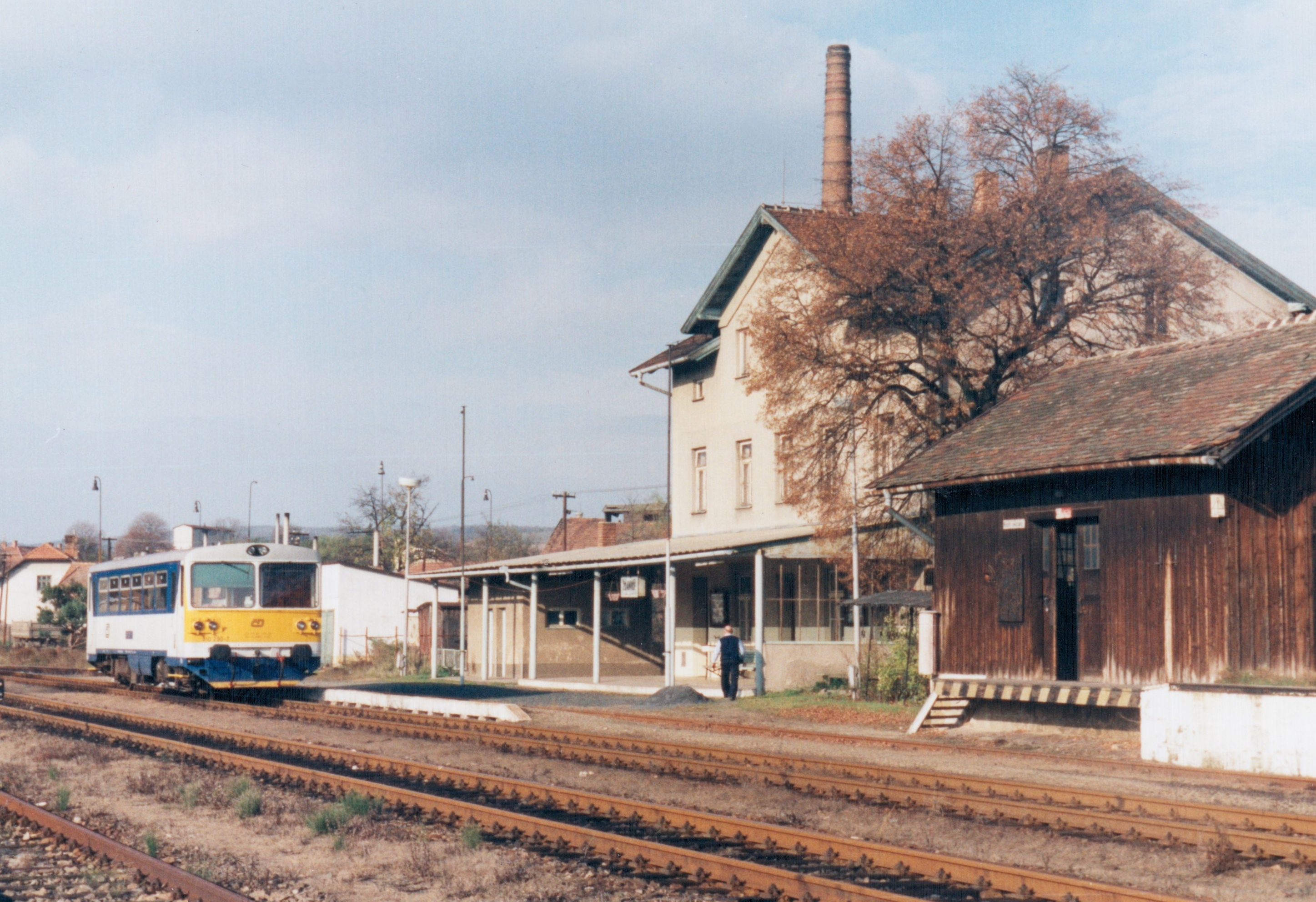
Ždánice (zrušeno)
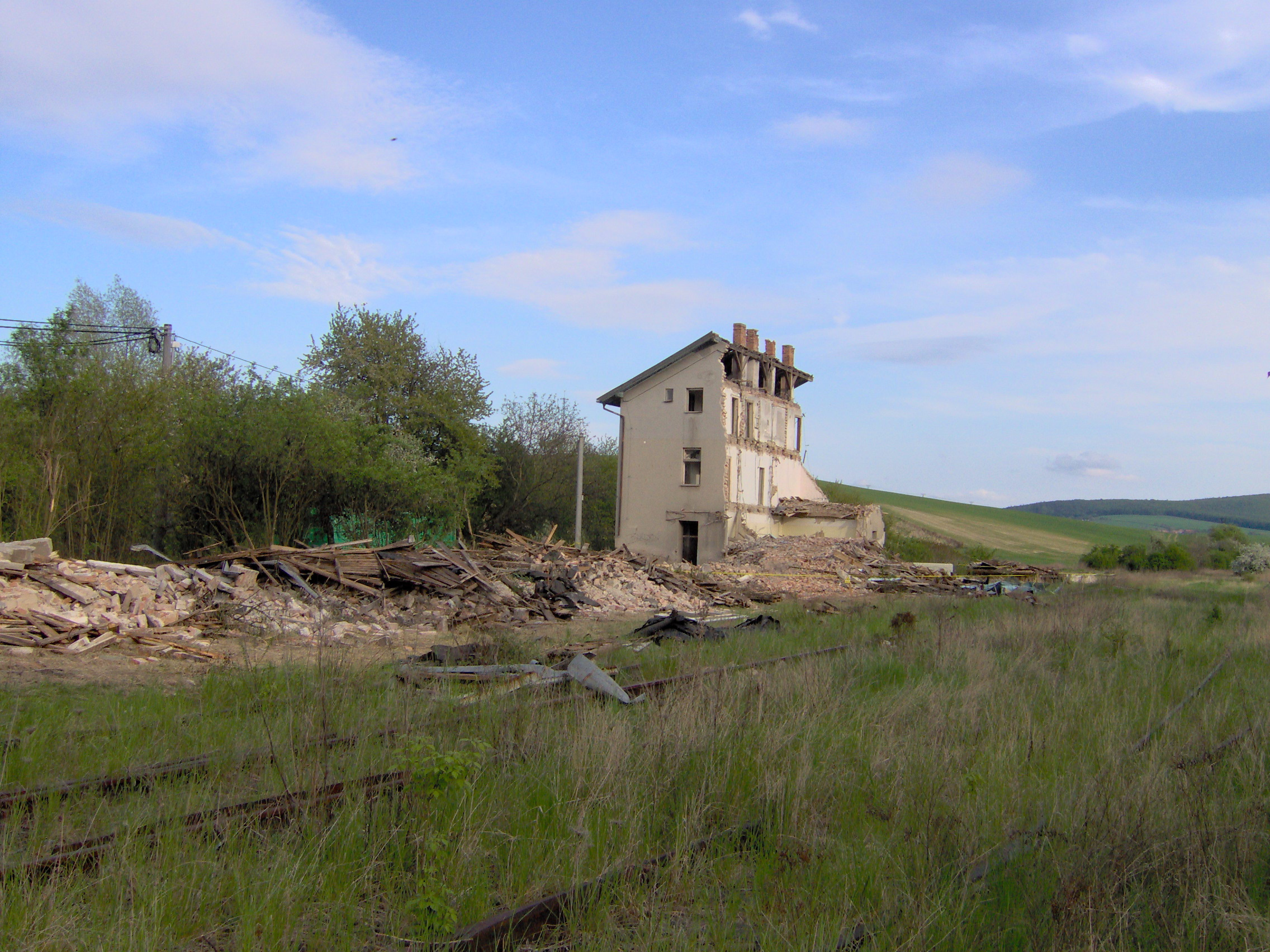
Zarostlé kolejiště nádraží ve Ždánicích s napůl strženou staniční budovou (2010)
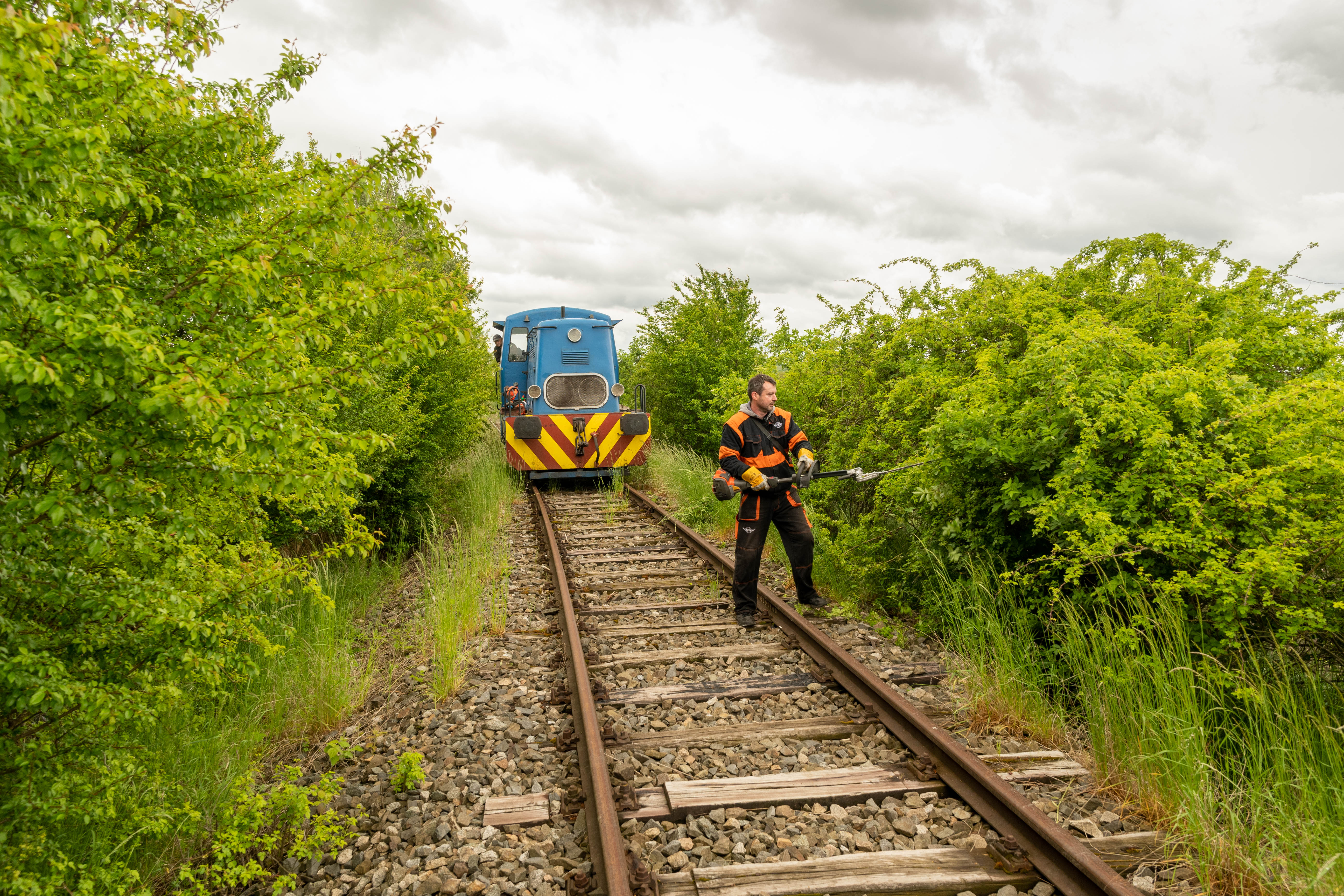
Člen Klubu přátel kolejových vozidel během zajišťování průjezdnosti tratě v květnu 2021
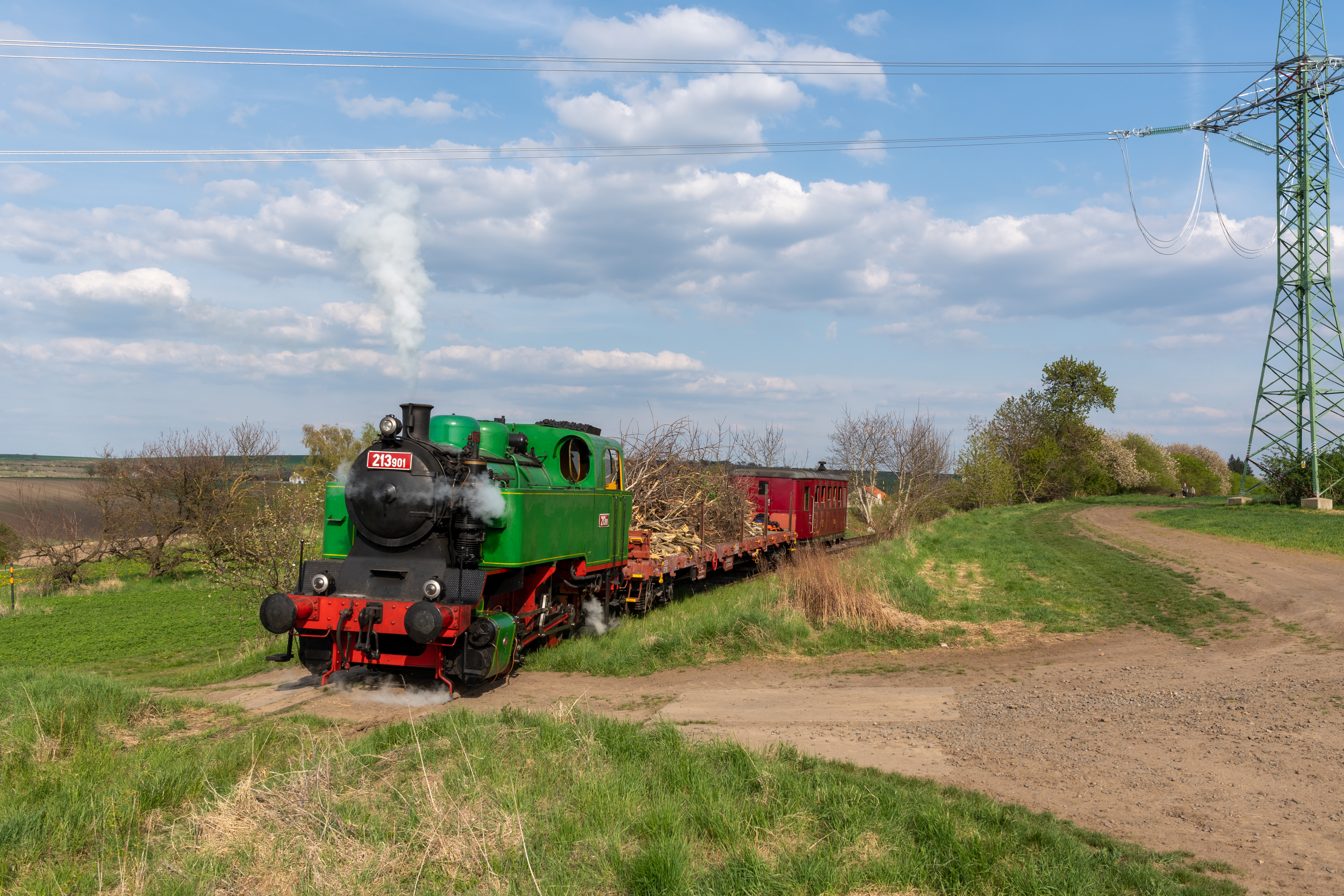
Pracovní vlak Klubu přátel kolejových vozidel vedený parní lokomotivou 213.901 při svážení vyřezaného dřeva z tratě v dubnu 2022